# Brijesnica
Brijesnica su naseljeno mjesto u sastavu Grada Bijeljine, Republika Srpska, BiH.

## Stanovništvo
| Brijesnica         |            |
| godina popisa      | 1991.      |
| Srbi               | 195 (100%) |
| Muslimani          | 0          |
| Hrvati             | 0          |
| Jugoslaveni        | 0          |
| ostali i nepoznato | 0          |
| ukupno             | 195        |